# Dismorphia thermesina
Dismorphia thermesina is een vlindersoort uit de familie van de Pieridae (witjes), onderfamilie Dismorphiinae.
Dismorphia thermesina werd in 1874 beschreven door Hopffer.